# White Stag

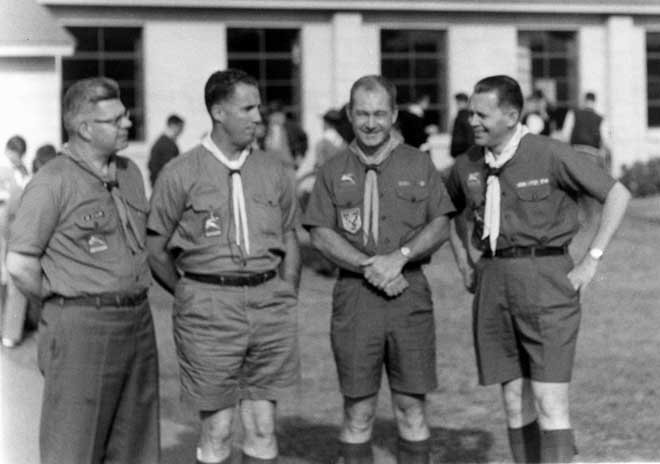
Joe St. Clair, Fran Peterson, Maury Tripp, és Bánáthy Béla a kaliforniai Fort Ordban tartott White Stag indabán 1962. novemberében. E négy ember közreműködött az 1968. január-februári, Fort Ordban rendezett kísérleti Wood Badge képzésben

A White Stag Bánáthy Béla által 1963-ban kidolgozott program, melynek célja a cserkészet alapelveinek megfelelő gyakorlatias és élvezetes képzés a vezetés minden szintjén, az őrsi tagtól kezdve a felnőtt vezetőkig.

## Kialakulása és bevezetése
Bánáthy Béla vezetéselmélet területén elért eredményeit az 1963-ban, a Monterey Bay, Kalifornia kerületében kidolgozott 11 vezetői fogás című vezetőképzési javaslata foglalja össze, mely később White Stag Program (’Csodaszarvas’) néven vált világszerte ismertté. Sajnos az idők folyamán a magyar vonatkozást egyre inkább elfelejtik, s a legtöbben már csak azt tudják, hogy a programban résztvevők által megtanult speciális titkosírást valaha egy ősi nép pálcákra róva használta...
A White Stag program alapelveit, tapasztalatait és módszereit először az USA-ban építették be a Wood Badge képzésbe, majd később, a Nemzetközi Vezetőképző Bizottság jelentése és javaslata alapján – amelyet Bánáthy adott elő a 22. Világkonferencián (Helsinki 1969) – elfogadták mint a vezetőképzés új irányelveit. Az új irányelvek a Bánáthy által javasolt egység és rugalmasság kettős elvére épültek.
Magyarországon a cserkészmozgalom 1989-es újraindulása után tíz évvel, 1999-ben építették be a segédtiszti vezetőképzésbe.

## A White Stag program elmélete
Bánáthy módszerében a tanulást helyezi előtérbe az oktatással szemben. Az oktatás során a kiképzők különböző segédanyagokat használva előadások keretében adják át az ismereteket a résztvevőknek, a kiképzők az aktív szereplők. A tanulás során a résztvevők az aktívak, ők hajtják végre a tanulási feladatokat. Ebben az esetben a kiképzés abból áll, hogy a kiképzők megfelelő környezetet teremtenek a tanulónak, amely olyan élményt nyújt neki, hogy meg tudja oldani a kiképzési feladatot. Bánáthy felfogásában a vezetés dinamikus kölcsönhatás a csoport, a vezető, a feladat és azon helyzet között, melyben a csoport a feladat megoldására törekszik.
A cserkészmozgalomban eltöltött hosszú tapasztalata alapján Bánáthy a vezetést nem egy ködös, veleszületett képességnek, hanem megtanulható jártasságok sorának tekintette. Pontosan kimutatta, hogy a tanulási folyamatot nem szabad esetlegesnek vagy alkalomszerűnek tekinteni, hanem azt megtervezni és programozni kell. Ennek megfelelően a tizenegy vezetői fogás alapgondolata a vezetőképzés élvezetessé és gyakorlatiassá való tevése volt. Ezt az alapgondolatot a kiképző és a jelölt közötti folyamatos dinamikus viszony irányítása valósítja meg. 
Ez elősegíti, hogy a jelölt az újonnan megszerzett tudását aktív cselekvéssel rögzítse, mely a kiképzőnek pozitív visszacsatoláson keresztül erősítésül szolgál. Ez az erősítési folyamat azután mind a kiképző, mind pedig a jelölt számára sikerélményt jelent.
Bánáthy volt az, aki e rendszerelméleti megközelítést először alkalmazta a képzés felépítése során. A tervezést egy szükségelemzéssel kezdte, azaz meghatározta, hogy a képzés végén a tanulónak milyen képességekre lesz szüksége, majd meghatározta a cél elérésének mérési módját, és a szükséges ismeretanyagot. Ezt követte kiképzők feladatainak és az alkalmazandó módszerek kidolgozása.

## A tizenegy vezetői fogás
| Fogás                                                            | Leírás |
| ---------------------------------------------------------------- | --- |
| Csoport alapításához szükséges fogások:                          | |
| 1. Kommunikáció                                                  | Szóbeli és nem-szóbeli érintkezés és információ-kezelés.                                                                                                  |
| 2. A csoport erőforrásainak felismerése és felhasználása         | Figyelni a rendelkezésre álló, hagyományos és nem hagyományos erőforrásokra.                                                                              |
| 3. A csoport szükségleteinek és jellemzőinek megértése           | Érzékenynek lenni mások és saját magunk iránt. |
| A csoport fejlesztéséhez és együttműködéséhez szükséges fogások: | |
| 4. A csoport képviselete                                         | A csoport érdekeit mások előtt képviselni. |
| 5. Értékelés                                                     | Megfigyelni, mi folyik egy adott helyzetben, megfigyelni és megérteni az emberek reakcióit, javaslatot tenni a helyesebb eljárásra.                       |
| 6. A csoport irányítása                                          | Úgy vezetni a csoportot, hogy elérje célját, elvégezze munkáját és együtt is maradjon.                                                                    |
| 7. Tervezés és probléma-megoldás                                 | Tevékenységeket megtervezni és elérni a célt, a felmerülő problémákat eredményesen megoldani.                                                             |
| 8. Tanácsadás                                                    | Másokat segíteni, hogy meg tudják oldani problémájukat.                                                                                                   |
| 9. Példamutatás                                                  | A helyesebb utat megmutatni másoknak. |
| A feladatok elvégzéséhez szükséges fogások:                      | |
| 10. A vezetői szerep megosztása                                  | Olyan vezetői stílust használni, amely az adott összefüggésben a leghelyesebb, bátorítva a csoportot, hogy különféle szinteken vegyen részt a vezetésben. |
| 11. A tanulás sikerre vitele                                     | Kedvező helyzetet teremteni a tanuláshoz a rendszerelmélet alkalmazásával.                                                                                |

## Lásd még
- Bánáthy Béla
- Magyar cserkészet
- White Stag Leadership Development Program

## Külső hivatkozások
- White Stag Leadership Development
- White Stag Academy[halott link]
- White Stag Sierra